# Solarkraftwerk Binisafúller

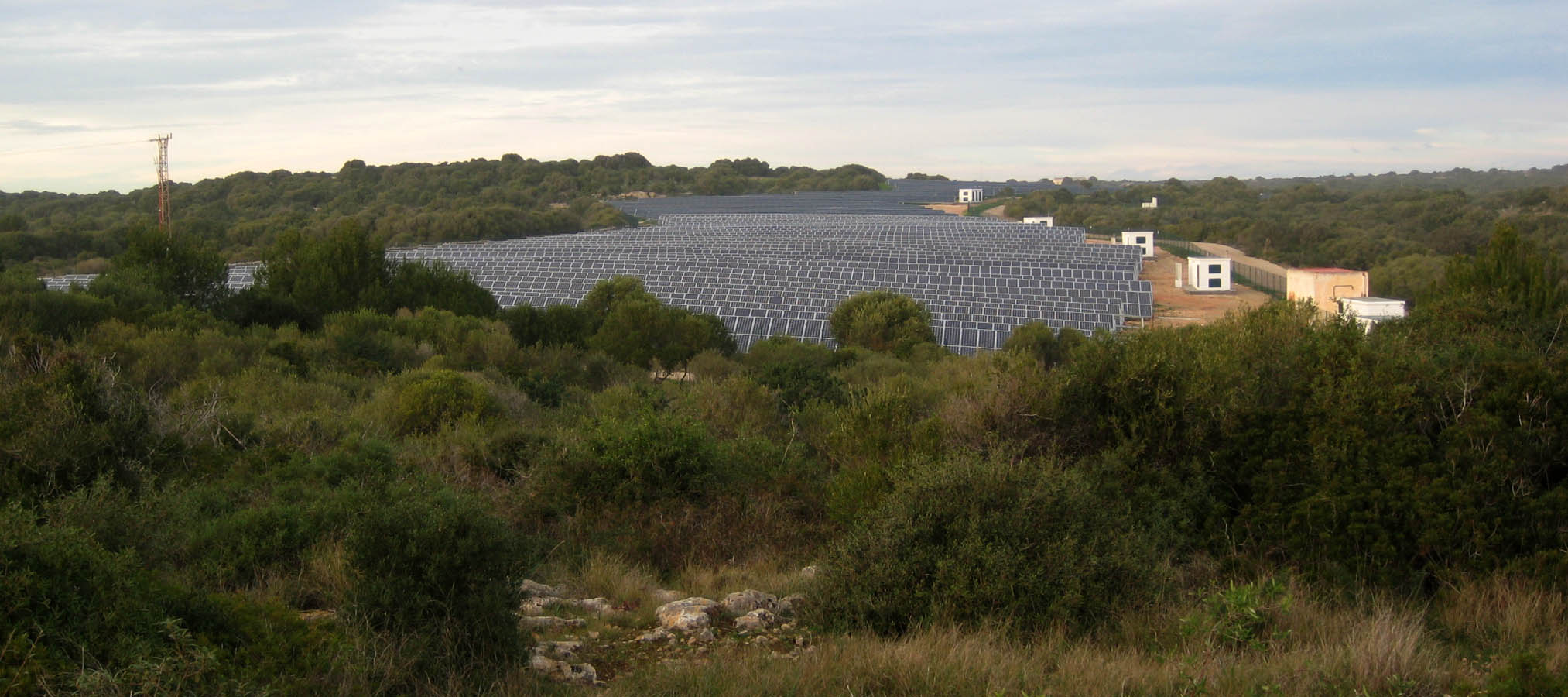
Solar Park Binisafuller Menorca

Das Solarkraftwerk Binisafúller ist ein Solarpark mit einer Leistung von 1,1 MWp unter Standard-Testbedingungen in Binisafúller, in der Gemeinde Sant Lluís, Menorca, Spanien.
Die Anlage befindet sich im Südosten Menorcas und wurde 2008 in Betrieb genommen. Nach dem Windpark Es Milà und dem Solarkraftwerk Son Salomó war sie das zweite photovoltaische Kraftwerk auf der Insel und das Dritte im Bereich der erneuerbaren Energien.